# Liga Mistrzyń siatkarek (2003/2004)
Liga Mistrzyń 2003/2004 – 4. sezon Ligi Mistrzyń rozgrywanej od 2003 roku, organizowanego przez Europejską Konfederację Piłki Siatkowej (CEV) w ramach europejskich pucharów dla żeńskich klubowych zespołów siatkarskich "starego kontynentu".

## Drużyny uczestniczące
- Zeiler Köniz
- Asystel Volley Novara
- Crvena zvezda Belgrad
- Hotel Cantur Las Palmas
- Azerrail Baku
- Nova KBM Branik Maribor
- Titasz-NRK-Nyíregyháza
- Urałoczka NTMK Jekaterynburg
- Tenerife Marichal
- Mladost Zagrzeb
- Pallavolo Sirio Perugia
- Eczacıbaşı Stambuł
- Jedinstvo Užice
- RC Cannes
- Stal Bielsko-Biała

## Rozgrywki

### Faza grupowa
awans do play-off

#### Grupa A
Tabela
| Lp. | Drużyna                   | Pkt | Mecze | Mecze | Mecze | Sety | Sety | Sety  | Małe punkty | Małe punkty | Małe punkty |
| Lp. | Drużyna                   | Pkt | M     | W     | P     | wyg. | prz. | ratio | zdob.       | str.        | ratio       |
| --- | ------------------------- | --- | ----- | ----- | ----- | ---- | ---- | ----- | ----------- | ----------- | ----------- |
| 1   | Asystel Volley Novara     | 8   | 4     | 4     | 0     | 12   | 0    | MAX   | 300         | 220         | 1.364       |
| 2   | Stella Rossa Stella Rossa | 6   | 4     | 2     | 2     | 6    | 9    | 0.667 | 292         | 342         | 0.854       |
| 3   | VBC Köniz                 | 4   | 4     | 0     | 4     | 3    | 12   | 0.250 | 311         | 341         | 0.912       |

Źródło: cev.lu
Zasady ustalania kolejności: 1. liczba zdobytych punktów; 2. wyższy stosunek setów; 3. wyższy stosunek małych punktów.
Punktacja: zwycięstwo – 2 pkt; porażka – 1 pkt
Wyniki
| Data       | Drużyna 1             | Wynik | Drużyna 2             | Sety                              |
| ---------- | --------------------- | ----- | --------------------- | --------------------------------- |
| 21.01.2004 | Zeiler Köniz          | 2:3   | Crvena Zvezda Belgrad | 25:20, 25:14, 23:25, 23:25, 13:15 |
| 22.01.2004 | Zeiler Köniz          | 0:3   | Asystel Volley Novara | 23:25, 20:25, 23:25               |
|            |                       |       |                       |                                   |
| 27.01.2004 | Crvena Zvezda Belgrad | 0:3   | Asystel Volley Novara | 16:25, 14:25, 18:25               |
| 28.01.2004 | Crvena Zvezda Belgrad | 3:1   | Zeiler Köniz          | 25:23, 17:25, 25:16, 25:19        |
|            |                       |       |                       |                                   |
| 03.02.2004 | Asystel Volley Novara | 3:0   | Zeiler Köniz          | 25:19, 25:18, 25:16               |
| 04.02.2004 | Asystel Volley Novara | 3:0   | Crvena Zvezda Belgrad | 25:9, 25:23, 25:21                |

#### Grupa B
Tabela
| Lp. | Drużyna                 | Pkt | Mecze | Mecze | Mecze | Sety | Sety | Sety  | Małe punkty | Małe punkty | Małe punkty |
| Lp. | Drużyna                 | Pkt | M     | W     | P     | wyg. | prz. | ratio | zdob.       | str.        | ratio       |
| --- | ----------------------- | --- | ----- | ----- | ----- | ---- | ---- | ----- | ----------- | ----------- | ----------- |
| 1   | Azerrail Baku           | 8   | 4     | 4     | 0     | 12   | 0    | MAX   | 312         | 237         | 1.316       |
| 2   | Hotel Cantur Las Palmas | 6   | 4     | 2     | 2     | 6    | 7    | 0.857 | 305         | 289         | 1.055       |
| 3   | Nova KBM Branik Maribor | 4   | 4     | 0     | 4     | 1    | 12   | 0.083 | 230         | 321         | 0.717       |

Źródło: cev.lu
Zasady ustalania kolejności: 1. liczba zdobytych punktów; 2. wyższy stosunek setów; 3. wyższy stosunek małych punktów.
Punktacja: zwycięstwo – 2 pkt; porażka – 1 pkt
Wyniki
| Data       | Drużyna 1               | Wynik | Drużyna 2               | Sety                       |
| ---------- | ----------------------- | ----- | ----------------------- | -------------------------- |
| 20.01.2004 | Nova KBM Branik Maribor | 0:3   | Hotel Cantur Las Palmas | 17:25, 15:25, 18:25        |
| 21.01.2004 | Nova KBM Branik Maribor | 0:3   | Azerrail Baku           | 21:25, 18:25, 17:25        |
|            |                         |       |                         |                            |
| 27.01.2004 | Hotel Cantur Las Palmas | 0:3   | Azerrail Baku           | 29:31, 15:25, 20:25        |
| 28.01.2004 | Hotel Cantur Las Palmas | 3:1   | Nova KBM Branik Maribor | 25:20, 21:25, 25:12, 25:20 |
|            |                         |       |                         |                            |
| 03.02.2004 | Azerrail Baku           | 3:0   | Nova KBM Branik Maribor | 25:13, 25:16, 25:18        |
| 04.02.2004 | Azerrail Baku           | 3:0   | Hotel Cantur Las Palmas | 31:29, 25:23, 25:18        |

#### Grupa C
Tabela
| Lp. | Drużyna                      | Pkt | Mecze | Mecze | Mecze | Sety | Sety | Sety  | Małe punkty | Małe punkty | Małe punkty |
| Lp. | Drużyna                      | Pkt | M     | W     | P     | wyg. | prz. | ratio | zdob.       | str.        | ratio       |
| --- | ---------------------------- | --- | ----- | ----- | ----- | ---- | ---- | ----- | ----------- | ----------- | ----------- |
| 1   | Tenerife Marichal            | 7   | 4     | 3     | 1     | 11   | 3    | 3.667 | 318         | 248         | 1.282       |
| 2   | Urałoczka NTMK Jekaterynburg | 7   | 4     | 3     | 1     | 9    | 6    | 1.500 | 323         | 299         | 1.080       |
| 3   | Titasz-NRK-Nyíregyháza       | 4   | 4     | 0     | 4     | 1    | 12   | 0.083 | 229         | 323         | 0.709       |

Źródło: cev.lu
Zasady ustalania kolejności: 1. liczba zdobytych punktów; 2. wyższy stosunek setów; 3. wyższy stosunek małych punktów.
Punktacja: zwycięstwo – 2 pkt; porażka – 1 pkt
Wyniki
| Data       | Drużyna 1                    | Wynik | Drużyna 2                    | Sety                              |
| ---------- | ---------------------------- | ----- | ---------------------------- | --------------------------------- |
| 21.01.2004 | Titasz-NRK-Nyíregyháza       | 1:3   | Urałoczka NTMK Jekaterynburg | 25:23, 21:25, 11:25, 18:25        |
| 22.01.2004 | Titasz-NRK-Nyíregyháza       | 0:3   | Tenerife Marichal            | 18:25, 23:25, 15:25               |
|            |                              |       |                              |                                   |
| 27.01.2004 | Urałoczka NTMK Jekaterynburg | 3:2   | Tenerife Marichal            | 20:25, 25:17, 23:25, 25:16, 15:10 |
| 28.01.2004 | Urałoczka NTMK Jekaterynburg | 3:0   | Titasz-NRK-Nyíregyháza       | 25:19, 25:23, 25:14               |
|            |                              |       |                              |                                   |
| 03.02.2004 | Tenerife Marichal            | 3:0   | Titasz-NRK-Nyíregyháza       | 25:13, 25:12, 25:17               |
| 04.02.2004 | Tenerife Marichal            | 3:0   | Urałoczka NTMK Jekaterynburg | 25:14, 25:12, 25:16               |

#### Grupa D
Tabela
| Lp. | Drużyna            | Pkt | Mecze | Mecze | Mecze | Sety | Sety | Sety  | Małe punkty | Małe punkty | Małe punkty |
| Lp. | Drużyna            | Pkt | M     | W     | P     | wyg. | prz. | ratio | zdob.       | str.        | ratio       |
| --- | ------------------ | --- | ----- | ----- | ----- | ---- | ---- | ----- | ----------- | ----------- | ----------- |
| 1   | Sirio Perugia      | 8   | 4     | 4     | 0     | 12   | 3    | 4.000 | 351         | 300         | 1.170       |
| 2   | Eczacıbaşı Stambuł | 6   | 4     | 2     | 2     | 9    | 6    | 1.500 | 343         | 306         | 1.121       |
| 3   | Mladost Zagrzeb    | 4   | 4     | 0     | 4     | 0    | 12   | 0.000 | 212         | 300         | 0.707       |

Źródło: cev.lu
Zasady ustalania kolejności: 1. liczba zdobytych punktów; 2. wyższy stosunek setów; 3. wyższy stosunek małych punktów.
Punktacja: zwycięstwo – 2 pkt; porażka – 1 pkt
Wyniki
| Data       | Drużyna 1          | Wynik | Drużyna 2          | Sety                              |
| ---------- | ------------------ | ----- | ------------------ | --------------------------------- |
| 21.01.2004 | Mladost Zagrzeb    | 0:3   | Sirio Perugia      | 16:25, 18:25, 21:25               |
| 22.01.2004 | Mladost Zagrzeb    | 0:3   | Eczacıbaşı Stambuł | 19:25, 20:25, 21:25               |
|            |                    |       |                    |                                   |
| 28.01.2004 | Sirio Perugia      | 3:1   | Eczacıbaşı Stambuł | 25:20, 14:25, 25:23, 25:16        |
| 29.01.2004 | Sirio Perugia      | 3:0   | Mladost Zagrzeb    | 25:20, 25:14, 25:18               |
|            |                    |       |                    |                                   |
| 03.02.2004 | Eczacıbaşı Stambuł | 3:0   | Mladost Zagrzeb    | 25:13, 25:19, 25:13               |
| 04.02.2004 | Eczacıbaşı Stambuł | 2:3   | Sirio Perugia      | 25:22, 25:22, 25:27, 20:25, 14:16 |

#### Grupa E
Tabela
| Lp. | Drużyna            | Pkt | Mecze | Mecze | Mecze | Sety | Sety | Sety  | Małe punkty | Małe punkty | Małe punkty |
| Lp. | Drużyna            | Pkt | M     | W     | P     | wyg. | prz. | ratio | zdob.       | str.        | ratio       |
| --- | ------------------ | --- | ----- | ----- | ----- | ---- | ---- | ----- | ----------- | ----------- | ----------- |
| 1   | RC Cannes          | 8   | 4     | 4     | 0     | 12   | 2    | 6.000 | 339         | 271         | 1.251       |
| 2   | Stal Bielsko-Biała | 6   | 4     | 2     | 2     | 8    | 7    | 1.143 | 334         | 316         | 1.057       |
| 3   | Jedinstvo Užice    | 4   | 4     | 0     | 4     | 1    | 12   | 0.083 | 229         | 315         | 0.727       |

Źródło: cev.lu
Zasady ustalania kolejności: 1. liczba zdobytych punktów; 2. wyższy stosunek setów; 3. wyższy stosunek małych punktów.
Punktacja: zwycięstwo – 2 pkt; porażka – 1 pkt
Wyniki
| Data       | Drużyna 1          | Wynik | Drużyna 2          | Sety                       |
| ---------- | ------------------ | ----- | ------------------ | -------------------------- |
| 21.01.2004 | Jedinstvo Užice    | 1:3   | Stal Bielsko-Biała | 17:25, 25:15, 19:25, 17:25 |
| 22.01.2004 | Jedinstvo Užice    | 0:3   | RC Cannes          | 19:25, 17:25, 15:25        |
|            |                    |       |                    |                            |
| 28.01.2004 | Stal Bielsko-Biała | 1:3   | RC Cannes          | 25:18, 19:25, 23:25, 13:25 |
| 29.01.2004 | Stal Bielsko-Biała | 3:0   | Jedinstvo Užice    | 25:17, 25:17, 25:15        |
|            |                    |       |                    |                            |
| 03.02.2004 | RC Cannes          | 3:0   | Jedinstvo Užice    | 25:22, 25:16, 25:13        |
| 04.02.2004 | RC Cannes          | 3:1   | Stal Bielsko-Biała | 25:20, 25:22, 21:25, 25:22 |

### Play-off
| Data       | Drużyna 1     | Wynik | Drużyna 2                    | Sety                       |
| ---------- | ------------- | ----- | ---------------------------- | -------------------------- |
| 24.02.2004 | Sirio Perugia | 3:0   | Asystel Volley Novara        | 25:22, 26:24, 29:27        |
| 03.03.2004 | Sirio Perugia | 3:1   | Asystel Volley Novara        | 17:25, 25:21, 25:21, 25:20 |
|            |               |       |                              |                            |
| 25.02.2004 | Azerrail Baku | 3:1   | Eczacıbaşı Stambuł           | 25:19, 25:20, 21:25, 25:23 |
| 03.03.2004 | Azerrail Baku | 3:1   | Eczacıbaşı Stambuł           | 23:25, 26:24, 25:21, 25:23 |
|            |               |       |                              |                            |
| 25.02.2004 | RC Cannes     | 3:0   | Urałoczka NTMK Jekaterynburg | 25:18, 25:21, 25:21        |
| 03.03.2004 | RC Cannes     | 3:1   | Urałoczka NTMK Jekaterynburg | 25:21, 25:18, 17:25, 25:23 |

### Turniej finałowy
Teneryfa

#### Półfinały
| Data       | Drużyna 1         | Wynik | Drużyna 2     | Sety                       |
| ---------- | ----------------- | ----- | ------------- | -------------------------- |
| 20.03.2004 | Tenerife Marichal | 3:0   | Azerrail Baku | 25:16, 26:24, 25:20, 25:19 |
| 20.03.2004 | Sirio Perugia     | 3:0   | RC Cannes     | 28:26, 25:17, 25:20, 16:25 |

#### Mecz o 3. miejsce
| Data       | Drużyna 1 | Wynik | Drużyna 2     | Sety                       |
| ---------- | --------- | ----- | ------------- | -------------------------- |
| 21.03.2004 | RC Cannes | 3:1   | Azerrail Baku | 24:26, 25:23, 28:26, 25:18 |

#### Finał
| Data       | Drużyna 1         | Wynik | Drużyna 2     | Sety                             |
| ---------- | ----------------- | ----- | ------------- | -------------------------------- |
| 21.03.2004 | Tenerife Marichal | 3:2   | Sirio Perugia | 20:25, 25:21, 25:19, 21:25, 15:7 |

## Klasyfikacja końcowa
| Miejsce | Drużyna                 |
| ------- | ----------------------- |
| złoto   | Tenerife Marichal       |
| srebro  | Pallavolo Sirio Perugia |
| brąz    | RC Cannes               |
| 4.      | Azerrail Baku           |